# Kojice
Kojice település Csehországban, a Pardubicei járásban. Kojice Chvaletice, Labské Chrčice, Týnec nad Labem és Bernardov településekkel határos. Lakosainak száma 463 fő (2024. január 1.).

## Népesség
A település lakosságának változását az alábbi diagram mutatja:
| Lakosok száma | 499  | 525  | 581  | 460  | 480  | 447  | 429  | 423  | 430  | 463  |
|               | 1869 | 1900 | 1921 | 1961 | 1980 | 2011 | 2016 | 2019 | 2021 | 2024 |